# Красный замок
«Красный замок» — газогенераторная станция Всеволожских, ныне руинированная постройка из оштукатуренного кирпича в городе Всеволожске (Ленинградская область). Находится в одном из оврагов, прорезающих западный склон Румболовской горы на территории бывшей усадьбы Рябово. Постройка представляет собой выкрашенный в красный цвет узкий высокий флигель, фланкированный двумя гранёными башнями. По утверждению кандидата исторических наук Юрия Пирютко, под постройкой находится глубокий погреб. К юго-западу от постройки сохранились две кирпичные стены.

## История
Когда в 1819 году Всеволод Андреевич Всеволожский пригласил архитектора Пауля-Эберхарда Шрётера перестраивать усадьбу Рябово, тот взял за образец хорошо знакомое ему пожвинское имение В. А. Всеволожского, поэтому для освещения нового господского дома, оранжерей, каменных служебных и мастеровых корпусов он использовал успешно применяемые там с 1816 года газовые фонари.
Для размещения газогенераторов в 1820 году в овраге перед северным фасадом усадебного дома Шрётер заложил единственное на тот момент пожароустойчивое  кирпичное здание. Кирпич делали по примеру соседа А. Н. Оленина сами, в Приютине, на кустарном заводике у Глиняного ручья, «что противу завода г-на Оленина». 
Кирпичи, из которых были построены мыза Приютино и так называемый «Красный замок», одинаковы и соответствуют петербургским стандартам конца XVIII — начала XIX века: 25—28 х 11—13 х 6—8 см с разбросом от партии к партии и признаками ручной работы: скруглённые ребра и углы, боковые следы от выбивания из формы.
Место для строительства газогенераторного корпуса было выбрано не случайно, так как светильный газ, наполовину состоящий из водорода, гораздо легче воздуха, поэтому, чтобы он самотёком поступал к светильникам в домах и службах, находящихся на Румболовской горе, достаточно было расположить газогенераторы и ёмкости с газом в овраге, ниже их уровня, что и было сделано. Кроме того, отпадала необходимость обваловки здания со взрывоопасным производством, так как склоны оврага защищали усадьбу при взрыве или пожаре в «Красном замке».
Для производства светильного газа использовались два термолампа (газогенератора), изготовленных по чертежам инженера П. Г. Соболевского, служившего в 1815—1817 годах на Пожвинском заводе Всеволожского и с успехом их там применявшего. Приготовительные работы начались в июне 1822 года на мызе Рябово, а затем были перенесены в Пожву, где продолжались осенью и зимой следующего года. Их изготовление было поручено ученику Соболевского, мастеру Петру Карповичу Казанцеву (1787—1833). Как писал ему В. А. Всеволожский: «Устроить  термоламп  против посылаемой модели, в котором газ должен быть масляной, сальной или дехтярной».  К открытию навигации 1823 года они были готовы: «…под присмотром Петра Казанцева из повеленных машин устройством и сборкою оканчиваютца два термолампа для действия масляничным гасом, из которых один мы здесь пробовали и действует довольно хорошо, и огонь в лампах против прежних гораздо прозрачнее… светится».
В мае 1823 года в Санкт-Петербург была отправлена обшивка газометров, затем — чугунное литьё, арматура и мелкие детали. Всего за летнюю навигацию в Санкт-Петербург с Урала были доставлены детали двух газогенераторов общим весом 868 пудов 26 фунтов. Потом на конных повозках они были перевезены в мызу Рябово. Летом 1823 года, когда так называемый «Красный замок» был построен, от подошвы Румболовской горы к нему была проложена мощёная булыжником дорога, огибающая его со стороны обрыва и выходящая наверх к северу от усадьбы, по ней два термолампа и доставили в «замок». Себестоимость каждого составила 2230 рублей. Монтаж газогенераторов в «замке» осуществляла бригада пожвинских мастеровых под руководством Петра Казанцева. 
В отличие от уральских термолампов, работавших на дровах, газогенераторы в мызе Рябово были более экономичны, так как могли использовать для получения светильного газа любые «жидкие горючие масла». Правда, привилегия на жидкотопливный тип термолампа с февраля 1822 года принадлежала русскому инженеру шотландского происхождения Матвею Егоровичу Кларку (1776—1846), но предприимчивого Всеволода Андреевича это не остановило. Тем более что в 1824 году, во время знаменитого петербургского наводнения термоламп Кларка перекосило, вследствие чего он через месяц взорвался, а император на 10 лет запретил освещать Петербург газом, оставив это опасное занятие частным лицам вдали от столицы.
Дошедшая до наших дней газогенераторная станция является типичной постройкой для промышленной архитектуры своего времени. Её планировка сугубо утилитарная — прямоугольное в плане здание, к которому симметрично справа и слева пристроены помещения для установки газогенераторов. Визуально они поделены на уровни, первые два из которых — квадратные в плане, третий также квадратный, но меньшего размера, а четвёртый и пятый  — круглые в плане помещения в форме вертикально установленных цистерн. 
- Схема газогенераторной станции Всеволожских

Каждый рябовский газогенератор весил 7 тонн, его основной вес был сосредоточен внизу, где находилась разборная чугунная печь, выложенная внутри огнеупорным кирпичом и топка с чугунными колосниками,  а над ней — реторты из чугуна для сухой перегонки дров, нефти или торфа. На третьем уровне полученный светильный газ поступал в холодильник, представляющий собой медный змеевик, охлаждаемый водой. После охлаждения и очистки газ шёл в находящийся в башенке газометр — деревянный, обшитый железом цилиндрический сосуд, частично заполненный водой с крышкой, вытесняемой накапливаемым газом. Давление в газометре было лишь незначительно выше атмосферного. С крыши «замка» светильный газ по трубам направлялся к газовым фонарям. Один газогенератор освещал усадебный дом с флигелями, второй — многочисленные службы, расположенные на Румболовской горе.
В 1830-е годы газогенераторы «Красного замка» были переведены на местный торф, которого в округе было с избытком, побочным продуктом его перегонки стал парафин. Так как в охладители газогенераторов нужно было постоянно подавать воду, в «3 саженях» к северо-востоку от угла мастерового корпуса был вырыт новый колодец глубиной 12 саженей, что на 9 саженей меньше старого колодца, вырытого московскими мастерами на Румболовской горе ещё во времена барона И. Ю. Фридрикса.
Двухэтажный булыжный мастеровой корпус был пристроен к «Красному замку» сразу после его постройки, в одно время с булыжными конюшнями Всеволожских. В нём было возобновлено начатое ещё при бароне И. Ю. Фридриксе кустарное железоделательное производство для нужд усадьбы из местной болотной руды, а один рабочий в мизерных количествах изготавливал для нужд семьи Всеволожских сахар. Позднее, при Александре Всеволожском здесь обучались мастеровые для уральских заводов. 
Долгое время в связи с банкротством Всеволожских мыза Рябово находилась под внешним управлением. В 1872 году внук Всеволода Андреевича — Павел Александрович Всеволожский возвратился с Урала, вступил в права наследования и несмотря на то, что имение было заложено, вознамерился погасить долги, оставленные его дедом, и стал планомерно приводить имение в порядок. В 1882 году он решил устроить в мастеровом корпусе паровую мельницу и «водокачальню». Согласно описанию, оставленному инженером-механиком, явившимся для осмотра парового котла, «Красный замок» имел высоту 17, ширину 15 метров и три этажа — первый, находившийся на уровне земли, и два этажа, отсчитывающихся от уровня дороги. Небольшой восьмисильный паровой двигатель с горизонтальным цилиндром был установлен на первом этаже «Красного замка», там, где когда-то стояли разборные печи газогенератора. Помещение имело площадь 63,7 м², земляной пол и стены в три кирпича, над местом установки парового двигателя находился кирпичный сводчатый потолок высотой 4,3 метра, а в дальнем углу — горн для мелких ремонтных работ. Два верхних этажа были «пустопорожние». Мастеровой корпус представлял собой каменное здание, пристроенное к бывшей газогенераторной станции, с двухскатной, покрытой дранкой крышей, длиной 46, шириной  13 и высотой 6,4 метра. В нём было два рабочих помещения. В смежном с паровым двигателем площадью 136,6 м² была устроена приводимая им в действие мукомольная мельница «для домашних надобностей», пол в мастеровом корпусе был земляной, потолок отсутствовал. Рядом с мастеровым корпусом находился колодец глубиной более 25 метров с бревенчатым срубом, крышей из дранки и «насосом двойного действия» с приводом от паровой машины. Вода из колодца подавалась в усадебный дом.
В 1890-е годы финансовое положение помещиков Всеволожских также оставалось сложным — имение было заложено, свободных денег постоянно не хватало. В связи с этим, зная о резко возросшем спросе на пиломатериалы для дачного строительства, Павел Александрович Всеволожский решил устроить в мастеровом корпусе лесопильный завод. В связи с болезнью Павла Александровича документами по устройству завода занимался его сын Василий. Собственноручно начерченный Василием Павловичем план будущего лесопильного завода, приложенный к прошению о разрешении на постройку лесопильного завода, поданному 23 марта 1898 года Санкт-Петербургскому губернатору, генералу Н. В. Клейгельсу, схематично отражал предполагаемое назначение помещений мастерового корпуса и «Красного замка». 
- План мастерового корпуса. 1898 год

Помещение № 1 и № 2 предполагалось выделить под размещение машин, № 3 — под мастерские, № 4, которое являлось нижним уровнем «Красного замка» — под «экономические службы». На первом этаже «Красного замка» находилось «помещение рабочих», на втором и третьем этажах располагались «жилые квартиры». Из плана видно, что этажность «Красного замка» Всеволожские отсчитывали от дороги, а его нижний уровень относили к мастеровому корпусу, что, впрочем, соответствовало обмерам 1882 года. К изменениям, произошедшим после модернизации 1882 года, нужно отнести появление ещё одного перекрытия в «Красном замке», что увеличивало его фактическую этажность до четырёх этажей, и появление ещё одной стены внутри мастерового корпуса, что увеличило количество помещений в нём с двух до трёх. Как писал сам Василий Павлович: «Заводское здание построено из булыжного камня, крытое деревом, которое будет покрыто железом. Разгорожено на три отделения кирпичными стенами». Что характерно, легендарный нынче «Красный замок» Всеволожские таковым не считали, а называли пристройкой к мастеровому корпусу: «заводское здание… с пристройкою в три этажа».
В августе, после получения всех разрешений Павел Александрович Всеволожский умер, отчего открытие завода застопорилось на два года. В октябре 1900 года вдова Елена Васильевна Всеволожская направила новое прошение в Строительный отдел губернского правления, теперь на организацию «сельскохозяйственной мельницы и лесопилки». Согласно планам из прошения Елены Васильевны Всеволожской, крыши над «башенками» «Красного замка» были округлой формы, практически плоские при виде сбоку. В феврале 1901 года мастеровой корпус осмотрел губернский архитектор. Согласно протоколу, мастеровой корпус представлял собой двухэтажное здание, крытое толем, с пристройками и навесами. «В первом этаже мельница и строгательный станок, а также приводы для лесопилки во втором этаже. Две круглых пилы для поперечной резки и одна для продольной, один станок для точки пил. Два локомобиля: один постоянный, второй для сельскохозяйственных нужд, находится там временно. Двенадцать рабочих». 
В марте 1901 года все разрешения были получены, и лесопильный завод Елены Васильевны Всеволожской официально начал работу. Завод выпускал доски, брус, шпон и «вагонную обшивку» для местных дачников. До сих пор во Всеволожске существуют дома, построенные исключительно из его материалов. Кроме выпуска пиломатериалов, завод снабжал усадебный дом, службы и земскую больницу водой и электричеством от динамо-машины. Однако, несмотря на наличие водопровода, весной 1904 года завод сгорел. 23 июля 1904 года Елена Васильевна Всеволожская подала в губернское правление прошение «о возобновлении лесопильного завода», прошение было удовлетворено. К весне следующего года завод удалось восстановить. 28 апреля 1905 года Елена Васильевна обратилась к губернатору: «постройка сгоревшего в прошлом году лесопильного завода окончена, прошу выдать разрешение на открытие». 28 мая 1905 года лесопильный завод Всеволожских был вновь пущен в эксплуатацию.
Крышу завода покрыли листовым железом, при этом крыши на бывших газометрах стали не плоской, а конусообразной формы, что придало им сходство со средневековыми башенками замка и, возможно, послужило толчком к появлению современного эвфемизма — «Красный замок». На нижнем уровне «замка» находилась кузница, в машинном отделении были установлены более мощные паровой двигатель и динамо-машина, завод обзавёлся высокой кирпичной трубой. Согласно имущественному цензу, опубликованному в «Санкт-Петербургских губернских ведомостях» 7 июня 1914 года, лесопильный завод Лидии Филипповны Всеволожской был оценён в 11 800 рублей.
- Последняя владелица мызы Рябово Лидия Филипповна Всеволожская с мужем В. П. Всеволожским
- Лесопильный завод Всеволожских

В первые годы Советской власти на территории бывшего имения Всеволожских был образован совхоз «Рябово», переданный в 1924 году в качестве учебного хозяйства вновь образованному здесь Финскому сельскохозяйственному техникуму. В качестве лесопильного завода мастеровой корпус проработал до 1927 года, в верхних этажах «Красного замка» располагались квартиры рабочих. В феврале 1927 года на базе учхоза «Рябово», решением народного комиссариата земледелия РСФСР была создана коммуна «Труд» («Туö»), членами которой стали граждане США финской национальности. После передачи лесопильного завода на баланс коммуны, в ночь на 25 декабря 1927 года он сгорел. 
С 1934 года здание занимала артель «Резиноткань». Позже артель стала 15-м цехом предприятия по производству резинотехнических изделий «Красный треугольник». В 1990 году цех был закрыт и на правах государственной собственности передан Всеволожскому государственному историко-краеведческому музею.
В настоящее время «Красный замок» находится в полуразрушенном состоянии, соседние постройки используются случайными арендаторами.

## Легенды «Красного замка»
Предположительно, первым ввёл в обиход выражение «замок» краевед Гергард Яковлевич Вокка. Описывая мызу Рябово в 1955 году, он записал: «В настоящее время мало что осталось от мызы, но вот замок о пяти этажах цел. Хотя горел дважды, последний раз в 1905 году. Но вот когда он [«Красный замок»] возведён, для какой цели и кем, я ответа не нашёл».
Если оставить за скобками этажность «замка» (изначально три этажа, после 1882 года — четыре) и даты, когда он горел (1904 и 1927 годы), то современные Гергарду Вокка исследователи были другого мнения:
- Советские краеведы Г. И. Зеленин и А. Ф. Фёдоров в книге об истории Всеволожска, вышедшей в 1966 году, воспринимали комплекс построек под Румболовской горой как хозяйственные постройки, возведённые одиннадцатым владельцем Рябово — Всеволодом Андреевичем Всеволожским. По их мнению, это — сахарный завод и «прилегающие к нему крупные мастерские по производству простейших орудий для сельскохозяйственных, мелиоративных и дорожных работ» (они и являются „Красным замком“)»[27].
- Как мастеровой корпус, про который они пишут более осторожно — «вошедший в строй» (а не «построенный» или «возведённый») при В. А. Всеволожском, воспринимали «Красный замок» Н. Д. Солохин и И. В. Венцель — авторы книги о Всеволожске, вышедшей в 1974 году. По их мнению «в мастеровом корпусе трудилось немало искусных умельцев из крепостных и вольных крестьян. Одним из них, А. А. Казанцевым, ещё в 1822 году была смонтирована установка для получения светильного газа»[28].

Однако в дальнейшем рядом исследователей были выдвинуты другие версии о времени и цели его постройки, но уже не на основании документов, а на основании местных легенд и собственных предположений:
1. Свою первую версию приводит в книге «Легенды и мифы пригородов Санкт-Петербурга» исследователь петербургского фольклора, автор 30 книг об истории Санкт-Петербурга и его окрестностей Наум Синдаловский. По местной легенде, которую излагал Синдаловский, «Красный замок» мог быть придорожной лютеранской кирхой, где воины шведского полководца Понтуса Делагарди молились перед походом на крепость Орешек в 1582 году[29]. Эту же версию он приводит и в другой своей книге «Петербургский фольклор с финско-шведским акцентом, или Почём фунт лиха в северной столице»[30]. «По распространённому среди местных жителей преданию, здание было построено шведами в XVI или XVII веке в качестве помещичьего дома или церкви. Предание считает, что постройка находилась при дороге, проложенной вблизи горы»[2].
2. Согласно его второй версии, «замок» был выстроен шведами в качестве укреплённого военного лагеря для того, чтобы шведские войска могли отдохнуть перед последним броском к крепости Орешек и крепости Ниеншанц, а в случае отступления — укрыться здесь от преследований неприятеля[29]. Сторонницей этой точки зрения является и М. С. Ратникова. Она связывает возникновение «Красного замка» с бытовыми нуждами шведской армии. В качестве подтверждения данной точки зрения она приводит события, происходившие накануне Ливонской войны. В 1556 году шведский король Густав I Ваза отправил письмо строителям, которые находились в шведском войске, потребовав, чтобы они строили гати через топи и болота в этих землях. В том же году король писал о том, чтобы на дороге, где будет проходить шведское войско, был построен военный лагерь. Там войско, утомлённое переходом, могло бы отдохнуть[31]. Легенда утверждает, что кирха («Красный замок») стояла на развилке дорог и здесь происходило разделение шведских войск. Одна дорога уходила на Колтуши к крепости Орешек. Вторая дорога уходила от «Красного замка» к реке Лубье, и вела к крепости Ниеншанц, которая находилась в устье реки Охты, впадающей в Неву[32].
3. М. С. Ратникова утверждала, что под «замком» находится склад-погреб, рассчитанный на большое количество припасов и явно не предназначавшийся для семейного хозяйства. Легенда сообщает, что «Красный замок» был постоянным пристанищем для проезжающих, стены же рядом с замком служили укрытием для лошадей шведского войска[33]. В доказательство шведского происхождения постройки она приводила особенности строительства в Швеции и России. В России замки, церкви и усадьбы строились на холмах. Дома же шведов стоят на склонах и в лощинах, что позволяет укрываться от холодных ветров[34].
Ратникова писала, что в собрании Всеволожского государственного историко-краеведческого музея есть две карты за 1699 и 1712 годы, которые были получены из Национального архива Швеции[англ.] в Стокгольме от сотрудника этого архива Фольке Людвигса, на которых есть пометка «Военный лагерь»[26].
4. Андрей Сыров упоминает в своей книге о достопримечательностях Ленинградской области, что местные краеведческие легенды связывают «Красный замок» с событиями начала XVII века и другим шведским полководцем — Якобом Понтуссоном Делагарди — сыном Понтуса Делагарди[1].
5. Существует версия (высказанная, в частности кандидатом искусствоведения Нонной Мурашовой в книге «Сто дворянских усадеб Ленинградской области»[26][35]), в соответствии с которой здание было построено в 1883 году для научных занятий сына П. А. Всеволожского, который в то время был хозяином Рябова[2]. Эту версию Мурашова воспроизводит и в своей более поздней книге «Дворянские усадьбы Санкт-Петербургской губернии. Всеволожский район», написанной в соавторстве с Линой Мыслиной: «[1883 год] К этому времени относится и строительство неподалёку от усадебного дома, на понижающемся участке, каменного здания с башней, предназначенного для научных занятий сына Василия»[36].
В качестве опровержения этой версии Ратникова ссылалась на возраст Василия Павловича (он родился в 1871 году) и настаивала, что в возрасте двенадцати лет мальчику не было необходимости в особом здании для научных занятий[37].
6. Последним свою версию выдвинуло в 2016 году Всеволожское краеведческое объединение, которую озвучил заместитель председателя правления объединения А. А. Дмитриев, согласно ей «Красный замок» имеет древнерусское происхождение и был построен в XI—XII веках[38][39].

При этом ни одна из выдвинутых на основании местных легенд версий не может дать ответа на следующие вопросы:
- Почему «Красный замок» отсутствует абсолютно на всех как шведских, так и русских картах периода 1580–1850 годов, хотя такие объекты как скотные дворы, водяные или ветряные мельницы на них представлены, и его первые картографические упоминания относятся лишь к 1850–1860-м годам?[40]
- Почему «Красный замок» отсутствует на подробных обмерных планах мызы Рябово, заказанных И. Ю. Фридриксом и составленных землемером Капитоном Вальцовым в 1775—1778 годах?[41][13]
- Почему кирпич, из которого построен «Красный замок», изготовлен в первой четверти XIX века?[5]

## Фото
- Состояние «Красного замка» на 2017 год
- Следы более ранней покраски «замка» в синий цвет